# Гуарова гума
Гуаровата гума (E412) e хранителна добавка от групата на стабилизаторите. Добива се от гуаровото растение, което е разпространено в Индия и Пакистан. Това е вид бобово растение, устойчиво на суша. Бобовите му шушулки са около 5 – 10 cm на дължина и съдържат от 6 до 9 зърна по 2 – 3 mm всяко.
Гуарова гума се използва при варените колбаси, пастети, майонези, сосове, кетчупи, млечни продукти.
Гуаровата гума се използва като стабилизатор и има две основни свойства:
- да действа като сгъстител, увеличава вискозитета (плътността)
- да желира продукта.